# 2066: Red Star Over America
2066: Red Star Over America (chinesisch 2066火星照耀美國 / 2066火星照耀美国, Pinyin 2066 Huǒxīng zhàoyào měiguó – „2066: Roter Stern/Mars über Amerika“) ist ein Science-Fiction-Roman des chinesischen Schriftstellers Han Song, veröffentlicht im Jahr 2000. Angelehnt ist der Titel an Red Star Over China, ein Buch von Edgar Snow über Erlebnisse während des Zweiten Sino-Japanischen Krieges aus dem Jahr 1937. Im Roman hat China inzwischen als Supermacht die Vorherrschaft über die Vereinigten Staaten errungen, nachdem diese von Naturkatastrophen und politischen Krisen heimgesucht wurde, als eine Invasion vom Mars droht. (Mars bedeutet auf Mandarin wortwörtlich „Feuerstern“ und kommt dadurch auch im chinesischen Titel vor.)

## Handlung
Im Jahr 2126 ist die Erdbevölkerung komplett ausgelöscht. In einem Rückblick wird erzählt, wie „I“, ein Genie im Go, im Jahr 2066 von China für ein Turnier in die Vereinigten Staaten reist, wo sich gerade der Zweite Amerikanische Bürgerkrieg abspielt und es sogar zu einem Terrorattentat und dem Kollaps des World Trade Center kommt. (Tatsächlich ereignete sich das ein Jahr nach Veröffentlichung des Romans in den Terroranschlägen vom 11. September 2001.) Inzwischen hat China mit der künstlichen Intelligenz „AManDuo“ die weltweite Führung übernommen, welche jedoch versagt als eine Invasion vom Mars beginnt und China in das „Land der Verheißung“ umwandelt, was aber in der chinesischen Formulierung auch für Friedhof steht.

## Themen
Im Roman werden Nationalismus und Globalismus gegenübergestellt. Vom Akademiker David Der-wei Wang heißt es, der Roman beschäftigt sich auch mit der Geopolitik aus sozialistischer, kapitalistischer und außerirdischer Perspektive.